# Dopatrium
Dopatrium je biljni rod jednogodišnjeg raslinja iz porodice trpučevki  (Plantaginaceae). Pripada mu 14 vrsta po tropskoj Africi, Aziji i Australiji

## Opis
Jednogodišnje zeljasto bilje: Stabljike su uspravne, gole (rijetko žljezdaste). Listovi bazalni, pričvršćeni izravno na stabljiku, nasuprotni; peteljke nema; rubovi cijeli. Cvatovi pazušni, cvjetovi pojedinačni; brakteje prisutne. Pediceli prisutni; brakteole odsutne. Cvjetovi dvospolni; čašica 5, proksimalno spojenih, čaška obostrano simetrična, zvonasta, režnjevi duguljasti; vjenčić blijedoplav do boje lavande [žut], bilateralno simetričan, dvostruk, cjevast, cjevasta baza nije ostrugasta ili izbočena, režnjeva 5, abaksijalnih 3, adaksijalnih 2; prašnika 2, priraslih uz vjenčić, niti gole; staminod 0[2]; jajnik 1[2]-lokularni, placentacija parijetalna; stigma blago 2-režnjevita. Plodovi kapsule, dehiscencija lokulicidna. Sjemenke 50-200, tamnocrvenkastosmeđe, duguljasto jajolike, bez krilca. 

## Vrste
1. Dopatrium acutifolium Bonati
2. Dopatrium angolense Skan; angolski endem
3. Dopatrium baoulense A.Chev.
4. Dopatrium caespitosum P.Taylor; angolski endem
5. Dopatrium dortmanna S.Moore
6. Dopatrium junceum (Roxb.) Buch.-Ham. ex Benth.
7. Dopatrium lobelioides (Retz.) Benth.
8. Dopatrium longidens Skan
9. Dopatrium macranthum Oliv.
10. Dopatrium nudicaule (Rottler) Benth.
11. Dopatrium pusillum P.Taylor; angolski endem
12. Dopatrium senegalense Benth.
13. Dopatrium stachytarphetoides Engl. & Gilg
14. Dopatrium tenerum (Hiern) Eb. Fisch.; angolski endem